# PR-438
A Rodovia PR-438 é uma estrada pertencente ao governo do Paraná que liga o entroncamento com a BR-277 em Fernandes Pinheiro e o entroncamento com a PR-151 a poucos quilômetros da cidade de Ponta Grossa.

## Denominações
- Rodovia Geni Jesus Ribas, no trecho entre a localidade de Guaragi e o entroncamento com a PR-151, de acordo com Decreto Estadual 10.338 de 10/03/1987.
- Rodovia Plauto Miró Guimarães, trecho entre a localidade de Guaragi e a cidade de Teixeira Soares, de acordo com a Lei Estadual nº 13.236 de 25.07.2001 (D.O.E nº 6.036).
- Rodovia Renô João Neves, no trecho entre o entroncamento com a BR-277 em Fernandes Pinheiro e a cidade de Teixeira Soares, de acordo com a Lei Estadual 9.096 de 11/10/1989.[1]

## Trechos da Rodovia
A rodovia possui uma extensão total de aproximadamente 62,5 km, podendo ser dividida em 3 trechos, conforme listados a seguir:
| Ponto de referência                       | Extensão do trecho | Extensão acumulada | Situação    |
| ----------------------------------------- | ------------------ | ------------------ | ----------- |
| Entroncamento BR-277 (Fernandes Pinheiro) | ---                | 0 km               | ---         |
| Teixeira Soares                           | 17,1 km            | 17,1 km            | Pavimentado |
| Localidade de Guaragi                     | 29,5 km            | 46,6 km            | Pavimentado |
| Entroncamento PR-151                      | 15,9 km            | 62,5 km            | Pavimentado |

Extensão pavimentada: 62,5 km (100,00%)
Extensão duplicada: 0,0 km (0,00%)

## Municípios atravessados pela rodovia
- Fernandes Pinheiro
- Teixeira Soares
- Ponta Grossa